# Meiomenia
Meiomenia is een geslacht van wormmollusken uit de  familie van de Meiomeniidae.

## Soorten
- Meiomenia arenicola Salvini-Plawen & Sterrer, 1985
- Meiomenia swedmarki Morse, 1979